# Gradska i sveučilišna knjižnica Osijek
Gradska i sveučilišna knjižnica Osijek (GISKO) djeluje kao knjižnica s dvojnom funkcijom; kao središnja (matična) javna/narodna knjižnica grada Osijeka i Osječko-baranjske županije, te središnja sveučilišna/znanstvena knjižnica Sveučilišta Josipa Jurja Strossmayera u Osijeku s osnovnim ciljem osiguravanja dostupnosti svih vrsta informacija (znanstvenih, obrazovnih, stručnih, kulturnih i dr.) na raznovrsnim medijima (tiskana građa: knjige, časopisi, novine i sl., AV građa, elektronski mediji i dr.) najširem krugu stvarnih i potencijalnih korisnika – građana Grada Osijeka i Osječko-baranjske županije te studenata, profesora, znanstvenih, stručnih i drugih djelatnika Sveučilišta Josipa Jurja Strossmayera u Osijeku. Knjižnica se u svom djelovanju rukovodi načelima izvrsnosti i stručnosti, društvene osjetljivosti, otvorenosti, odgovornosti i koristi prema zajednici stvarnih i potencijalnih korisnika gradeći prepoznatljivu osobnost najveće javne knjižnice sjeveroistočnog dijela Hrvatske, izgrađujući i njegujući odnos povjerenja korisnika u postojanost i vrijednost njenih informacijskih izvora, usluga i službi te podupirući ozračje uspješnosti, i djelotvornosti.

## Osnovna djelatnost i zakonski položaj
Knjižnica je sastavnica Sveučilišta Josipa Jurja Strossmayera u Osijeku koja se osniva kao središte jedinstvenog sveučilišnog knjižničnog sustava. Osnivač i vlasnik Knjižnice je Sveučilište.
Temeljem Rješenja Vijeća za knjižnice RH Knjižnica je nosilac statusa županijske matične narodne knjižnice za sve narodne i školske knjižnice na području Osječko-baranjske županije i regionalne znanstvene knjižnice za sve fakultetske, specijalne i spomeničke knjižnice na području regije Slavonije i Baranje.
U skladu s člankom 9. Zakona o knjižnicama (NN 105/97. od 9. listopada 1997.god.) "općine i gradovi dužni su ... osnovati narodnu knjižnicu kao javnu ustanovu, osim u slučaju kada djelatnost narodne knjižnice već ne obavlja koja sveučilišna ili općeznanstvena knjižnica na njihovu području.” Kako na području Grada Osijeka ne postoji narodna, odnosno gradska knjižnica kao samostalna javna ustanova, Grad Osijek MOŽE obavljanje ove djelatnosti povjeriti drugoj općeznanstvenoj, odnosno sveučilišnoj knjižnici, tj. Gradskoj i sveučilišnoj knjižnici Osijek poštujući pri tome odredbe članaka 10. i 29. navedenog Zakona (osiguravanje potrebnih uvjeta i financiranje djelatnosti).
Ugovorom o financiranju narodne djelatnosti Gradske i sveučilišne knjižnice Osijek, sklopljenim između Grada Osijeka - Poglavarstva s jedne strane i Sveučilišta J. J. Strossmayera u Osijeku i GISKO s druge strane, privremeno je osigurano financiranje ovog dijela ukupne djelatnosti Knjižnice.
U skladu s navedenim funkcijama i zadacima Knjižnica se razvija kao javna općeznanstvena knjižnica polivalentnih sadržaja.
U odnosu na trenutačno stanje, uvjete djelovanja i mogućnosti, a u skladu s navedenim osnovnim funkcijama i zadacima, osnovni pravci razvoja Knjižnice određeni su dvojako:
- kratkoročno - kontinuitet dvojne funkcije Knjižnice kao javne gradske, odnosno narodne knjižnice i sveučilišne, odnosno znanstvene knjižnice, jačanje pojedinih funkcija i stvaranje pretpostavki za razdvajanje;

- dugoročno - osamostaljivanje i razdvajanje navedenih funkcija do potpunog fizičkog odvajanja na dvije zasebne ustanove/knjižnice: Gradsku knjižnicu kao javnu narodnu knjižnicu općeznanstvenog tipa na sadašnjoj lokaciji i Sveučilišnu knjižnicu na novoj lokaciji.

Gradska i sveučilišna knjižnica Osijek djeluje na matičnoj lokaciji Europska avenija 24 i četiri područna odjela: Ogranak Donji grad, Ogranak Industrijska četvrt, Ogranak Retfala i Ogranak Jug II. Od prosinca 2001. godine u Knjižnici djeluje bibliobusna služba sa 7 stajališta (Josipovac I. i II., Višnjevac, Tenja I. i II., Klisa i Sarvaš).

## Povijest

### Osnivanje i prve godine djelovanja
Gradska i sveučilišna knjižnica Osijek osnovana je 8. veljače 1949., odlukom Gradskog narodnog odbora grada Osijeka kao gradska knjižnica nastavljajući tradicije javnih, pučkih knjižnica i čitaonica grada Osijeka od sredine 19. do prve polovine 20.st. te Knjižnice Gradskog narodnog odbora Gornji grad, koja djeluje od prosinca 1947.god.
U sastav Knjižnice ulazi i Knjižnica Gradskog narodnog odbora Donji grad, osnovana 1948. godine kao Područni odjel Donji grad. Prvo sjedište Knjižnice bilo je na Trgu slobode broj 2 (danas Trg Ante Starčevića broj 2).
Knjižnice je nekoliko puta selila, a 1957. god. preseljena je u zgradu na Bulevaru JNA broj 24 (danas Europska avenija broj 24), gdje se i danas nalazi središte Knjižnice.
Godine 1954. otvara se u sklopu Knjižnice zasebni Dječji odjel kao drugi ove vrste u Hrvatskoj.
U navedenom razdoblju Knjižnica se razvijala kao javna narodna/gradska knjižnica grada i općine Osijek s mješovitim knjižnim zbirkama za djecu i odrasle.

### Osnivanje sveučilišta u Osijeku i dvojna djelatnost
Osnivanjem Sveučilišta u Osijeku 1975. god. Gradska knjižnica Osijek, jedna od osnivača, proširuje svoju djelatnost i preuzima funkcije i zadatke središnje sveučilišne knjižnice mijenjajući naziv u Gradska i sveučilišna knjižnica Osijek. U knjižničnom smislu ona postaje knjižnica s dvojnom funkcijom: narodnom/gradskom i sveučilišnom/ znanstvenom te se razvija kao općeznanstvena knjižnica polivalentnih sadržaja.
Godine 1976. temeljem Zakona o bibliotečnoj djelatnosti i bibliotekama (NN 25/73.) i Pravilnika o matičnoj djelatnosti Knjižnica dobiva status općinske matične knjižnice Općine Osijek te regionalne matične knjižnice za područje ZO Osijek (poručje Slavonija i Baranja). Godine 1979. izrađena je studija „Sveučilišna biblioteka Osijek : programska koncepcija“ kojom je predviđena izgradnja nove sveučilišne knjižnice.
Godine 1980. osnovan je treći izdvojeni odjel Knjižnice u Retfali – „Posudbeno odjeljenje za djecu i odrasle Retfala“ (J. J. Strossmayera 198) sa zasebnim posudbenim odjelima za djecu i odrasle i čitaonicom te mješovitom zbirkom na hrvatskom i mađarskom jeziku. Godine 1982. osnovana je Regionalna matična služba za potrebe knjižnica Slavonije i Baranje kao druga u Hrvatskoj. Rješenjem Vijeća za knjižnice iz 1986. god. Knjižnici je potvrđen status općinske i područne narodne matične knjižnice za sve narodne i školske knjižnice općine Osijek i
regije Slavonije i Baranje i visokoškolske i specijalne knjižnice Sveučilišta u Osijeku i područja Slavonije i Baranje.
Godine 1988./1989. počela je kompjutorizacija Gradske i sveučilišne knjižnice Osijek nabavom 1 PC XT računala i biblioprograma MicroISIS Ver. 1.0 te stvorena prva baza (magistarske radnje i doktorske disertacije obranjene na Sveučilištu u Osijeku).

### Povijest zgrade
Sjedište Gradske i sveučilišne knjižnice (Središnja knjižnica) smješteno je u kući Gillming – reprezentativnoj gradskoj vili izgrađenoj početkom 20. stoljeća.
Povijest kuće Gillming
Kuća Gillming reprezentativna je samostojeća izuzetno visoka jednokatnica izgrađena na vrlo atraktivnom mjestu u Osijeku - Gornjem gradu. Prije izgradnje kuće na sjeveroistočnom uglu današnje Europske avenije i Radićeve ulice (nekada Chavrakove ulice i produženja Kolodvorske ulice) nalazila se stara tramvajska remiza. Atraktivno gradilište, preko puta zgrade Trgovačke i obrtničke komore, bilo je mnogima zanimljivo. Čak je i ministarstvo trgovine u Budimpešti zamislilo izgraditi novu monumentalnu poštansku zgradu baš na tom gradilištu. Grad je zanimala samo visoka cijena koju su htjeli postići prodajom gradilišta te su mnogi mogući kupci odustali, a među njima i ministarstvo trgovine. Gradilište su na koncu kupili Matilda i Ladislav Gillming, kako bi na njemu izgradili kuću za jednu od svojih kćeri - Matildu Gillming ml., koja se zaručila i udala za Vjekoslava Hengla.

## Odjeli i službe

### Središnja Knjižnica
Posudbeni odjeli
- Odsjek za odrasle
- Odsjek za djecu
- Medioteka

Odjel za rad s djecom i mladima
- Igraonica i igroteka
- Klub mladih "Paklena naranča"

Studijska čitaonica
- American Corner Osijek
- Austrijska čitaonica, Središnja knjižnica Austrijanaca u Hrvatskoj
- Odsjek periodike
- Čitaonica dnevnog tiska
- Međuknjižnična posudba
- Odsjek za pretraživanje baza podataka
- Odsjek reprografskih usluga
- Zatvoreno spremište

Služba nabave
Odjel obrade
- CIP ured

Razvojna matična služba
Knjigovežnica
Služba za informatičku potporu
Uprava

### Ogranci
Ogranak za Donji grad
Ogranak Industrijska četvrt
Ogranak Jug II
Ogranak Retfala

## Vanjske poveznice
- Službena web stranica GISKO